# Columbia Center
Das Columbia Center ist das höchste Gebäude in Seattle und im US-Bundesstaat Washington. Mit einer Gesamthöhe von 285 Metern war es bei der Fertigstellung 1985 der höchste Wolkenkratzer westlich des Mississippi, wurde allerdings 1989 durch den U.S. Bank Tower in Los Angeles mit 310 Metern übertroffen. Die Höhe des Columbia Centers beträgt einschließlich einer Antennenkonstruktion auf dem Dach 295 Meter. Diese wird jedoch nicht als Teil der Gebäudearchitektur angesehen, und somit nicht zur formalen Höhe gewertet.

## Geschichte und Nutzung
76 oberirdische Etagen dienen als Büroraum, die sieben Kellergeschosse werden vielseitig genutzt. Der Wolkenkratzer sollte ursprünglich etwa 306,5 Meter hoch werden. Die FAA erlaubte die Höhe nicht, da sich das Gebäude dafür zu nah am Flughafen Seattle/Tacoma befände, wodurch ein höheres Sicherheitsrisiko entstünde. Es wurde in das Projekt Raum für die Öffentlichkeit und Einzelhandel einbezogen, damit die zulässige Höhe nicht zu sehr eingeschränkt werden kann. Das 73. Stockwerk dient nun teilweise als Aussichtspunkt, von dem sich Seattle und seine Umgebung überblicken lässt. Der Columbia Tower Club verteilt sich auf die beiden obersten Stockwerke (75 und 76) und besteht aus einem Restaurant, einer Bar, einer Bibliothek und einigen Tagungsräumen. Ein unterirdischer Gang verbindet das Columbia Center mit dem nahegelegenen Seattle Municipal Tower und dem Bank of America Fifth Avenue Plaza.
Mehrere größere Unternehmen mieten Büros im Columbia Center. Dazu zählen vor allem die Bank of America, Heller Ehrman LLP und Amazon.com.

## Name
Ursprünglich trug der Wolkenkratzer seinen heutigen Namen. Später wurde er nach der dort ansässigen Seafirst Bank als Columbia Seafirst Center bezeichnet. Diese gehörte seit 1983 zur Bank of America, wurde im Laufe der 1980er Jahre jedoch vollständig integriert. Daher bekam das Gebäude den Namen Bank of America Tower mit dem Spitznamen BOAT. Im November 2005 wurde es wieder in The Columbia Center (TCC) umbenannt.

## 11. September 2001
Am 16. Juni 2004, noch vor Herausgabe ihres 9/11 Commission Report,  machte die Untersuchungskommission zum 11. September 2001 nicht in die Tat umgesetzte Pläne der Terroristen bekannt, die vorsahen mit zehn entführten Passagierflugzeugen die höchsten Gebäude in Kalifornien und im Staate Washington zu beschädigen bzw. zu zerstören. Neben dem Columbia Center in Seattle habe auch der U.S. Bank Tower in Los Angeles zu den Zielen gehört.

## Galerie

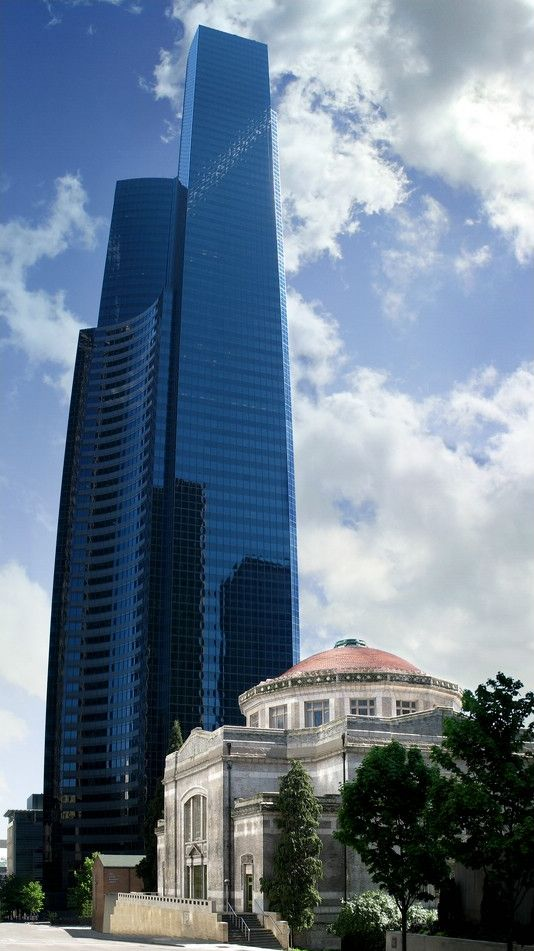
Columbia Center mit der First United Methodist Church im Vordergrund
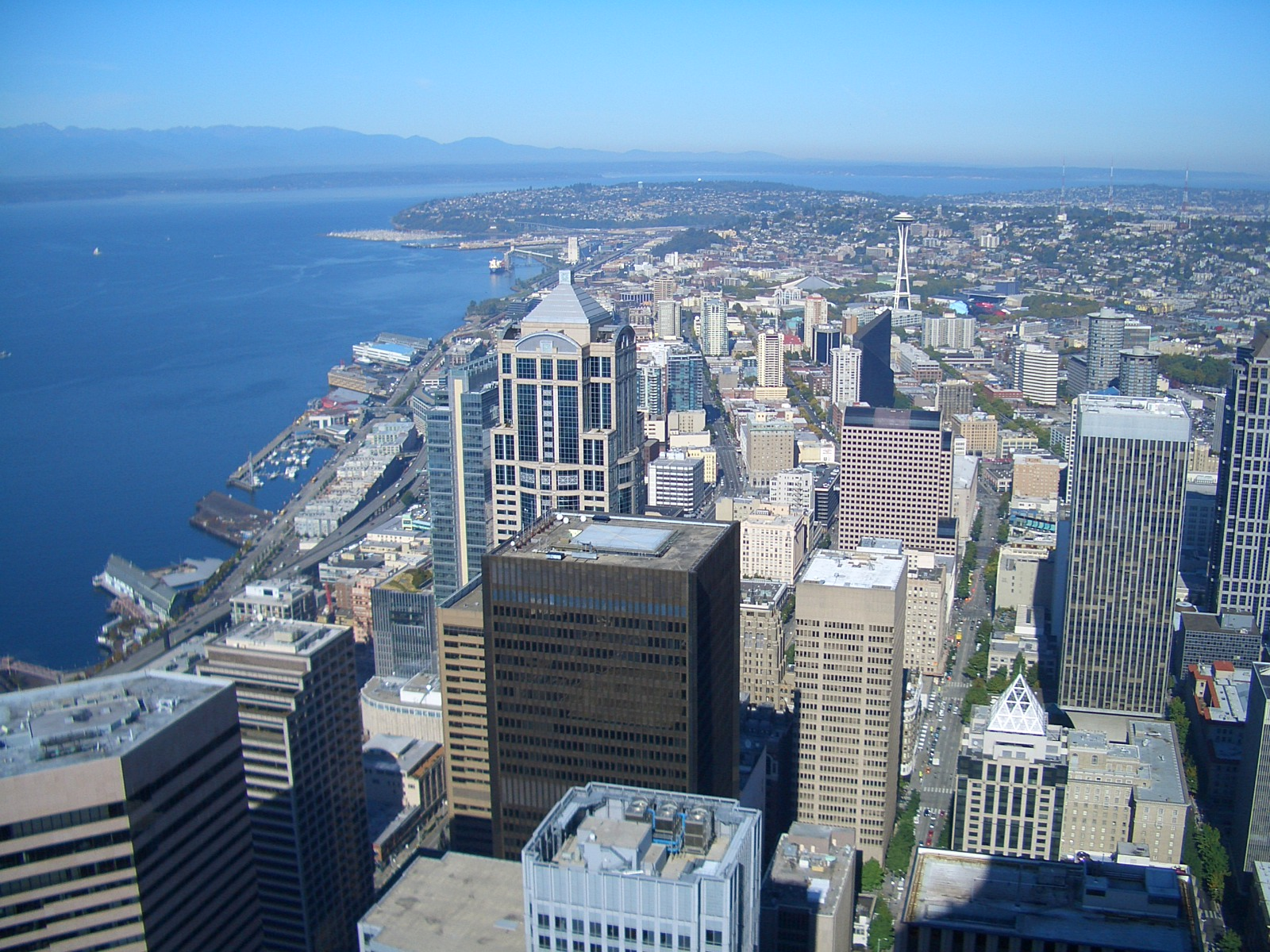
Blick über Downtown Seattle mit Space Needle im Hintergrund
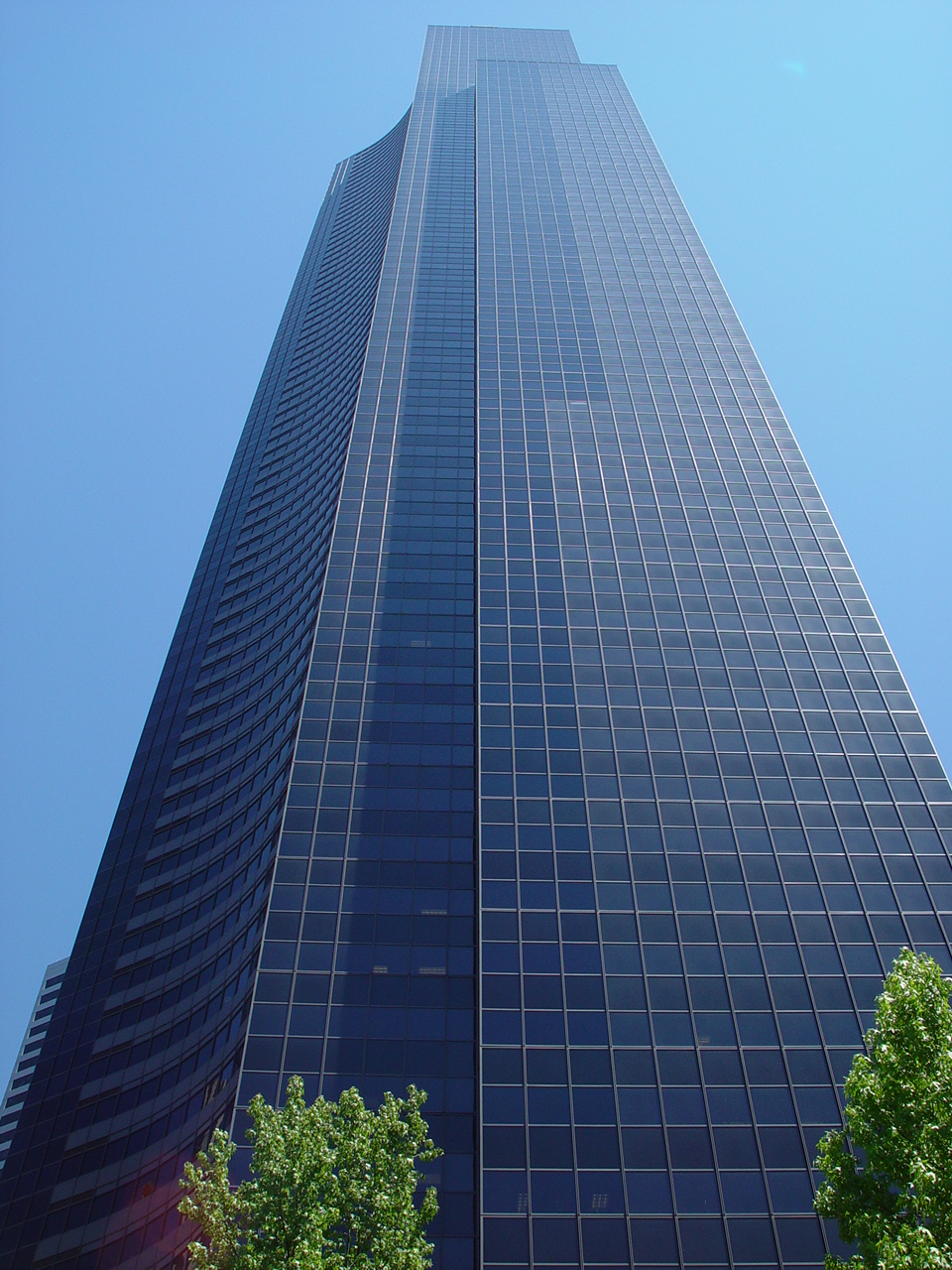
Blick von unten
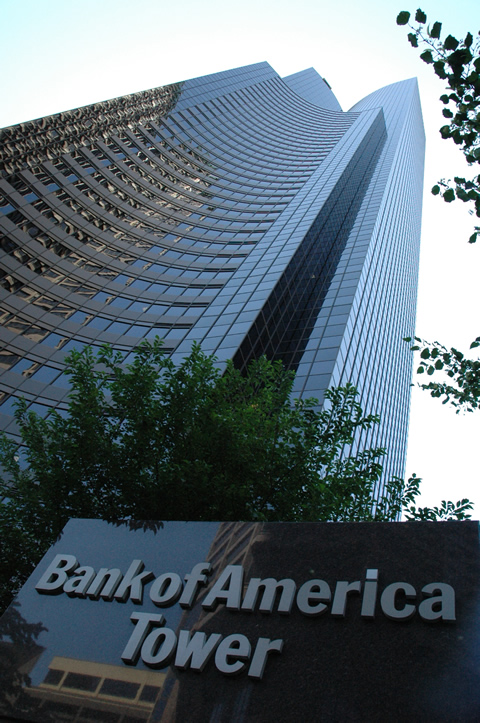
Ansicht seitlich nach oben